# Krysta Palmer
Krysta Palmer (n. 13 iunie 1992, Gardnerville⁠(d), Comitatul Douglas, Nevada, Nevada, SUA) este o săritoare în apă ce a reprezentat Statele Unite ale Americii, medaliată olimpică. A participat la o ediție a Jocurilor Olimpice (2020) în care a câștigat o medalie de bronz.